# Epalinges
Epalinges és un municipi del cantó suís del Vaud, situat al districte de Lausanne.